# Calosoma luxatum
Calosoma luxatum är en skalbaggsart som beskrevs av Thomas Say 1823. Calosoma luxatum ingår i släktet Calosoma och familjen jordlöpare. Inga underarter finns listade i Catalogue of Life.